# Der Hund von Baskerville (2000)
Der Hund von Baskerville (Originaltitel: The Hound of the Baskervilles) ist eine kanadische Fernsehproduktion aus dem Jahr 2000 von Regisseur Rodney Gibbons, die auf dem gleichnamigen Roman von Arthur Conan Doyle basiert. Die Rolle des Sherlock Holmes wurde von Matt Frewer übernommen. Weitere Hauptrollen spielten Kenneth Welsh und Jason London.

## Unterschiede zum Buch
Der Film weist grundsätzlich einige Unterschiede zum Roman Conan Doyles auf. Auffallend ist vor allem die Tatsache, dass Sherlock Holmes erst wieder in der Nacht auftaucht, in der Sir Henry im Moor vom Hund angefallen wird. Im Roman tritt Holmes aktiv in die Handlung ein, noch bevor Selden vom Hund getötet wird. Ebenfalls treffen sich Beryl und Sir Henry in jener Nacht heimlich auf dem Hof von Merripit House. Im Roman laden sie Sir Henry offen zum Essen ein.
Weitere Änderungen
- Dr Watson hat nichts gegen gewöhnlichen Tabakrauch, wie in diesem Film gezeigt; im Roman kommt Watson abends in die Baker Street und muss wegen der dicken Luft einmal husten, sonst jedoch nicht, da Watson selbst Raucher war.
- Der Hund kommt nicht in einer Nacht vor Sir Henrys Zimmer, sodass dieser ihn sehen kann, ebenso sehen Watson und Sir Henry den Hund nicht eines Tages auf dem Moor.
- Watson ist alleine, als er die Stapletons zum ersten Mal trifft.
- Zum Eigentum der Baskervilles gehört nicht das Dorf Grimpen und das komplette Moor.
- Holmes, Watson und Mortimer machen während des Gesprächs in London, in dem Holmes vom Fall erfährt, keinen Spaziergang; alles beginnt und endet in der Baker-Street-Wohnung.
- Selden gilt im Roman nicht als unschuldig.
- Barrymoore plant eine Kneipe und kein Fahrradgeschäft zu eröffnen.
- Holmes trifft Sir Henry das erste Mal nicht im Hotel, sondern in der Baker Street.
- Watson ist nicht darüber verärgert, dass Holmes ihn benutzt hat; im Film ist er es schon.
- Der Hund wird bereits in der Szene gezeigt, in der Sir Charles stirbt. Insgesamt wird der Hund während des Films dreimal gezeigt vor dem Showdown, in dem Sir Henry angefallen wird (wo er im Buch das erste Mal tatsächlich auftaucht).

## Kurioses
Matt Frewer wird als erster Star des Films im Vorspann aufgelistet. Dennoch hat Kenneth Welsh (Dr. Watson) die mit Abstand meisten Momente im Film. Selbst Sir-Henry-Darsteller Jason London weist mehr Minuten als Matt Frewer auf. Welsh wird im Vorspann als letzter Schauspieler aufgelistet.

## Fortsetzungen
Auf Grund des großen Erfolgs, den der Film hatte, plante Hallmark im folgenden Jahr insgesamt drei weitere Filme, die alle von Rodney Gibbons inszeniert wurden. Es handelt sich um The Sign of Four, A Royal Scandal und The Case of the Whitechapel Vampire.

## Auszeichnungen
Der Film erhielt 2001 den Gemini Award an Réne April für die besten Kostüme.